# مندی فان دن برخ
مندی فان دن برخ (به هلندی: Mandy van den Berg) (زادهٔ ۲۶ اوت ۱۹۹۰ میلادی) مدافع زن فوتبال اهل کشور هلند است که برای باشگاه پی‌اس‌وی آیندهوون و در تیم ملی فوتبال زنان هلند بازی می‌کند. او پیشتر در لیگ برتر فوتبال زنان هلند به همراه تیم ادو دن هاخ و در لیگ برتر فوتبال زنان سوئد به همراه تیم ویتخو جی‌آی‌کی و همین‌طور در لیگ برتر زنان نروژ همراه با تیم کوینر بازی کرده‌است.

## پیشهٔ باشگاهی
مندی فان دن برخ پس از سه فصل بازی در لیگ سوئد با تیم ویتخو در دسامبر۲۰۱۴ با باشگاه کوینر نروژ قرار داد امضا کرد. با وجود آنکه این تیم در سال ۲۰۱۵ قهرمانی دوگانه حذفی و لیگ برتر نروژ را بدست آورد اما فان دن برخ پس از یک فصل بازی در آن از این تیم جدا شد تا به تیم لیورپول بپیوندد و در سوپر لیگ انگلیس بازی کند.او ۱۳ بار با پیراهن تیم لیورپول بازی کرد که در پایان با این تیم در ردهٔ پنجم سوپر لیگ جای گرفت. او در پایان فصل به باشگاه ریدینگ ترانسفر شد.

## پیشهٔ ملی
فان دن برخ از شش سالگی فوتبال را شروع کرد و پس از با آن با وجود آنکه در محل تولدش نالدویک به مدرسه می‌رفت به تیم ملی زیر ۱۷ سال دعوت شد. پس از برد ۲۲ بازی در تیم زیر ۱۹ سال او کار خود را در تیم ملی بزرگسالان هلند و در تاریخ ۱۵ دسامبر ۲۰۱۰ آغاز کرد. او در تورنومنت دوستانه برزیل و در بازی مقابل مکزیک جایدافنه کوستر کاپیتان هلند به بازی آمد که تیم هلند این بازی را با پیروزی ۱–۳ پشت سر گذاشت. روژه رینرس مربی تیم هلند او را در فهرست نهایی خود برای بازی  جام ملت‌های ۲۰۱۳ که در کشور سوئد انجام می‌شد قرار داد.
پس از مصدومیت رباط زانو جای او را مرل فان دونگن گرفت.